# Musica Sacromontana XIII: Józef Zeidler – Missa D-dur
Musica Sacromontana XIII: Józef Zeidler – Missa D-dur – album Sinfonia Varsovia i Zespołu Śpiewaków Miasta Katowice Camerata Silesia pod dyrekcją Jerzego Maksymiuka, z udziałem sopranistki Aleksandry Kubas-Kruk, mezzosopranistki Anny Radziejewskiej, basu Jarosława Bręka i tenoru Karola Kozłowskiego. Artyści wykonali dzieło patrona Festiwalu Muzyki Oratoryjnej Musica Sacromontana – Józefa Zeidlera, tj. „Mszę D-dur” odnalezioną w zbiorach Die Bayerische Staatsbibliothek w Monachium, a aktualnie przechowywaną w Archiwum Archidiecezjalnym w Poznaniu. Album został wydany 29 sierpnia 2018 przez DUX Recording Producers (nr kat. DUX 1474). Nominacja do Fryderyka 2019 w kategorii «Album Roku Muzyka Chóralna, Oratoryjna i Operowa».

## Lista utworów
1. Kyrie [2:19]
2. Christe [3:53]
3. Kyrie da capo [2:20]
4. Gloria [4:07]
5. Qui tollis [2:20]
6. Quoniam [1:16]
7. Credo [2:39]
8. Et incarnatus [2:54]
9. Et resurexit [2:29]
10. Sanctus [1:40]
11. Pleni [0:56]
12. Benedictus [3:16]
13. Osanna [0:55]
14. Agnus Dei [2:35]
15. Dona nobis [2:20]

## Wykonawcy
- Jerzy Maksymiuk – dyrygent
- Sinfonia Varsovia
- Zespół Śpiewaków Miasta Katowice Camerata Silesia
- Aleksandra Kubas-Kruk – sopran
- Anna Radziejewska – mezzosopran
- Jarosław Bręk – bas
- Karol Kozłowski – tenor